# مغان‌لی (باغبان‌لار، آغ‌دام)
مغان‌لی (به لاتین: Muğanlı) یک منطقهٔ مسکونی در جمهوری آذربایجان است که در شهرستان آغ‌دام واقع شده‌است.